# Ommatius hulli
Ommatius hulli is een vliegensoort uit de familie van de roofvliegen (Asilidae). De wetenschappelijke naam van de soort is voor het eerst geldig gepubliceerd in 1983 door Joseph & Parui.